# Попри падаючий сніг
Попри падаючий сніг (англ. Despite the Falling Snow) — британо-канадський шпигунський фільм 2016 року, події якого відбуваються за часів холодної війни. Фільм знятий режисеркою Шамім Саріф, за мотивами її однойменного роману. У головних ролях: Ребекка Фергюсон, Сем Рід, Чарльз Денс, Ант'є Трауе, Олівер Джексон-Коен, Туре Ліндхардт та Ентоні Гед. Фільм вийшов на екрани Великої Британії 15 квітня 2016 року.

## Сюжет
У фільмі переплітаються дві історії, що відбуваються з різницею в 30 років: одна з них у Радянському Союзі після смерті Сталіна, інша в пострадянській Росії на початку 1990-х років.
Молода радянська жінка Катерина втратила батьків під час сталінських репресій. Хоча вона прикидається комуністкою, але насправді ненавидить режим і шпигує для американців. Її друг Михайло також шпигун і допомагає їй здобувати важливу інформацію для американців. Під час свого чергового завдання вона знайомиться з молодим і вродливим Олександром, який працює у МЗС СРСР.
Михайло вмовляє Катерину вийти заміж за Олександра, щоб продовжувати шпигувати за ним. Катерина не хоче обманювати Олександра, та вирішує вийти заміж за нього. Поступово Олександр розуміє, що його робота в Кремлі нічого не варта, і вирішує втекти разом з Катериною та просити притулку під час офіційної поїздки до США. Незадовго до від'їзду Катерина таємничо пропадає.
Олександр стає успішним бізнесменом в Америці, але його турбує невідомість того, що сталося з Катею після його втечі. Його племінниця Лорен, неймовірно схожа на Катю  — художниця, яку на початку 1990-х запрошують на виставку до Москви, де вона знайомиться з журналісткою Мариною. Марина допомагає Лорен дослідити історію Каті, і вони знаходять Михайла, який вже став алкоголіком. Олександр вирішує повернутися до Москви і зустрічається з Михайлом у галереї Лорен. Михайло розповідає їм, що напередодні був розкритий КДБ і застрелив Катерину перед її від'їздом до Штатів.

## У ролях
- Ребекка Фергюсон — Катя Гринькова / Лорен Гринькова
- Сем Рейд — Олександр Іванов «Саша» (молодий)
- Чарльз Денс — Олександр Іванов «Саша» (старший)
- Антьє Трауе — Марина Ринська
- Олівер Джексон-Коен — Михайло Ардонов «Міша» (молодий)
- Туре Ліндхардт — Дмитро Ринський
- Мілош Тимотієвич — агент НКВС
- Ентоні Хед — Михайло Ардонов «Міша» (старший)

## Фільмування
Фільм знімався у Белграді, Сербія. Музику Рейчел Портман виконав Празький філармонічний оркестр.

## Рецепція
На сайті-агрегаторі рецензій Rotten Tomatoes фільм має 9 % схвалення на основі 22 рецензій із середньою оцінкою 4,1/10. Консенсус вебсайту говорить: «Незважаючи на блискучу постановку та привабливий акторський склад „Попри падаючий сніг“ намагається витягнути слабкий сценарій, в результаті чого виходить трилер про холодну війну, який жодним чином не піднімає температуру».
Фільм отримав три нагороди на Празькому фестивалі незалежного кіно 2016 року, зокрема за найкращий повнометражний фільм, найкращу жіночу роль (Ребекка Фергюсон) та найкращу чоловічу роль другого плану (Ентоні Гед).